# Emilia Pikkarainen
Emilia Pikkarainen (n. Vantaa, 11 de octubre de 1992) es una nadadora finlandesa especializada en el estilo libre y mariposa.

## Biografía
En los Juegos Olímpicos de Pekín 2008, a los 15 años de edad, compitió en los 100 m mariposa, haciendo un tiempo de 1:02.31, lo que le dio la posición 46. Dos años más tarde, en el Campeonato Europeo de Natación en Piscina Corta de 2010 consiguió la medalla de bronce en la prueba de 4x50 m libre. En los Juegos Olímpicos de Londres 2012 compitió en los 100 y 200 m mariposa, y en los 200 m combinado individual. En noviembre del mismo año participó en el Campeonato Europeo de Natación en Piscina Corta de 2012, ganando la medalla de plata en los 4x50 m libre, quedando a tres centésimas de la medalla de oro.
Actualmente mantiene la plusmarca de Finlandia en los 50 m mariposa (26.90), 100 m mariposa (59.02), 200 m mariposa (2:10.89), y en los 200 m combinado individual (2:14.23).
Mantuvo una relación con el piloto de Fórmula 1 Valtteri Bottas desde 2010 hasta 2019. La pareja contrajo matrimonio el 10 de septiembre de 2016, y se divorciaron el 28 de noviembre de 2019.